# Shoot from the Hip
Shoot from the Hip è il secondo album della cantante pop britannica Sophie Ellis-Bextor, pubblicato dall'etichetta discografica Fascination il 27 ottobre 2003 in Regno Unito.
L'album è stato prodotto da Gregg Alexander, Matt Rowe, Jeremy Wheatley, e Damian LeGassick. È l'album di minor successo della cantante, avendo raggiunto appena la diciannovesima posizione della classifica britannica.
Da esso sono stati estratti due singoli, Mixed Up World e I Won't Change You, che ottennero comunque un buon seguito, soprattutto nel mercato britannico.

## Tracce
CD Polydor 986 583-7 (UMG)
1. Mixed Up World – 3:45 (Matt Rowe, Gregg Alexander, Sophie Ellis-Bextor)
2. I Won't Change You – 3:40 (Matt Rowe, Gregg Alexander, Sophie Ellis-Bextor)
3. Never Without You – 4:53 (Sophie Ellis-Bextor, Rob Davies)
4. Another Day – 3:20 (Sophie Ellis-Bextor)
5. Party in My Head – 3:34 (Matt Rowe, Gregg Alexander, Sophie Ellis-Bextor)
6. Love It Is Love – 3:29 (Matt Rowe, Sophie Ellis-Bextor, Alex James, Rik Simpson)
7. You Get Yours – 3:59 (Sophie Ellis-Bextor, Andy Boyd, Roger Newell)
8. The Walls Keep Saying Your Name – 4:23 (Sophie Ellis-Bextor)
9. I Am Not Good at Not Getting What I Want – 3:33 (Sophie Ellis-Bextor, Bernard Butler)
10. Hello, Hello – 4:21 (Sophie Ellis-Bextor, Damian LeGassick)

Durata totale: 38:57
Special Edition (Polydor 986 583-4 (UMG) [uk] / EAN 0602498658345)
1. Making Music – 3:36
2. Mixed Up World – 3:45 (Matt Rowe, Gregg Alexander, Sophie Ellis-Bextor)
3. I Won't Change You – 3:40 (Matt Rowe, Gregg Alexander, Sophie Ellis-Bextor)
4. Never Without You – 4:53 (Sophie Ellis-Bextor, Rob Davies)
5. Another Day – 3:20 (Sophie Ellis-Bextor)
6. Party in My Head – 3:34 (Matt Rowe, Gregg Alexander, Sophie Ellis-Bextor)
7. Love It Is Love – 3:29 (Matt Rowe, Sophie Ellis-Bextor, Alex James, Rik Simpson)
8. You Get Yours – 3:59 (Sophie Ellis-Bextor, Andy Boyd, Roger Newell)
9. The Walls Keep Saying Your Name – 4:23 (Sophie Ellis-Bextor)
10. I Won't Dance with You – 3:59 (Sophie Ellis-Bextor, Damian LeGassick)
11. I Am Not Good at Not Getting What I Want – 3:33 (Sophie Ellis-Bextor, Bernard Butler)
12. Hello, Hello – 4:21 (Sophie Ellis-Bextor, Damian LeGassick)

Durata totale: 46:32

## Classifiche
| Paese         | Posizione massima |
| ------------- | ----------------- |
| Regno Unito   | 19                |
| Svizzera      | 35                |
| Francia       | 39                |
| Nuova Zelanda | 99                |